# Тетрафторид углерода
Тетрафтормета́н (четырёхфтористый углерод, тетрафторид углерода, CF4) — бинарное химическое соединение. Коммерческие названия соединения при использовании в качестве хладагента: фреон-14, хладон-14.
Тетрафторметан является самым простым из перфторуглеродов. По сравнению с другими тетрагалогенидами углерода обладает более высокой химической стойкостью. Из-за большого количества связей углерод-фтор и высокой электроотрицательности фтора атом углерода в этом соединении имеет значительный положительный заряд, что укрепляет и укорачивает связь углерод-фтор.
Практически нетоксичен.
Тетрафторметан является сильнейшим парниковым газом, по парниковому эффекту он в 6500 раз превосходит CO2. Основной вклад в парниковый эффект, равный 0.07-0.12 K/ppbv, происходит при низких концентрациях в воздухе до 1 ppbv. При бо́льших концентрациях происходит насыщение основной полосы поглощения и его парниковое действие становится менее эффективным.

## Физические свойства
При комнатной температуре представляет собой химически инертный, бесцветный газ без запаха и вкуса, примерно в 3 раза тяжелее воздуха. Его температура плавления −184 °С и температура кипения −128 °С.
Очень плохо растворим в воде (20 мг/кг при 20 °С), в этаноле (около 80 мг/кг при 25 °С) и бензоле (около 64 мг/кг при 25 °C).
Из 4 фторпроизводных метана, — фторметана, дифторметана, трифторметана и тетрафторметана, связь между атомами фтора и углерода в тетрафторметане является самой прочной. Это обусловлено высокой электроотрицательностью атомов фтора, оттягивающих электронное облако от атома углерода на себя, в результате чего атом углерода оказывается заряжен положительно: +0,76 элементарного заряда и это усиливает кулоновские силы между положительно заряженным атомом углерода и отрицательно заряженными атомами фтора.

## Химические свойства
Тетрафторметан, как и другие перфторуглероды весьма устойчив благодаря прочности связи фтор—углерод и является одним из самых стабильных соединений среди всех органических веществ. Энергия связи в этом соединении равна 515 кДж/моль. Поэтому он инертен по отношению к кислотам и основаниям.
При высоких температурах в присутствии кислорода или на воздухе он разлагается с образованием карбонилфторида и оксида углерода (II).
Реагирует с некоторыми активными металлами, и с щелочными металлами:
{\displaystyle {\mathsf {CF_{4}+4Li\rightarrow C+4LiF}};}
{\displaystyle {\mathsf {3CF_{4}+4Al\ {\xrightarrow {T}}\ 3C+4AlF_{3}}}.}
При контакте тетрафторметана с пламенем в избытке кислорода получаются токсичные газы (карбонилфторид и окись углерода); в присутствии воды образуется фтороводород.

## Получение
Чистый тетрафторметан был впервые синтезирован в 1926 году.
Тетрафторметан может быть получен в лабораторных условиях при реакции карбида кремния с фтором:
{\displaystyle {\mathsf {SiC+4F_{2}\rightarrow CF_{4}\uparrow +SiF_{4}\uparrow }}.}
Он также может быть получен фторированием диоксида углерода, окиси углерода или фосгена с помощью тетрафторида серы:
{\displaystyle {\mathsf {CO_{2}+SF_{4}\rightarrow CF_{4}\uparrow +SO_{2}\uparrow }}.}
При температуре в 350—375 °C углерод в форме графита реагирует с трифторидом азота:
{\displaystyle {\mathsf {4NF_{3}+C\xrightarrow {350-375^{o}C} 2N_{2}F_{4}+CF_{4}\uparrow }}.}
Одним из способов получения является реакция при температуре выше 900 °C углерода с фтором:
{\displaystyle {\mathsf {C+2F_{2}\xrightarrow {>900^{o}C} CF_{4}\uparrow }}.}
В промышленности, из-за трудности получения элементарного фтора и его дороговизны тетрафторметан получают из дифтордихлорметана или хлортрифторметана воздействием фтороводорода:
{\displaystyle {\mathsf {CCl_{2}F_{2}+2HF\ \xrightarrow {\ } CF_{4}\uparrow +2HCl\uparrow }}.}
В качестве побочного продукта тетрафторметан в промышленности образуется при фторировании любых органических соединений и при получении алюминия электролитическим способом, в ходе электролиза фторидов металлов, входящих в состав криолита с помощью угольного электрода.

## Использование
- Тетрафторметан иногда применяют в качестве низкотемпературного хладагента (коммерческие названия фреон-14, хладон-14).
- В микроэлектронике, отдельно, или в сочетании с кислородом в процессах плазменного травления кремния, диоксида кремния или нитрида кремния.
- Компонент дыхательных смесей при глубоководных погружениях.
- В системах автоматического пожаротушения.
- Стабилизатор разложения озона.
- Разбавитель смесей газов при проведении химических реакций.
- Реагент для получения фторорганических соединений.

## Воздействие на окружающую среду
Тетрафторметан является газом, вызывающим сильный парниковый эффект. Потенциал глобального потепления (ПГП) тетрафторметана на временном интервале 100 лет составляет 7390 единиц, для сравнения, ПГП основного парникового газа — углекислого газа (CO2) принимается равным 1. Но этот газ не вносит пока существенный вклад в парниковый эффект, так как его концентрация в атмосфере очень низка. Тетрафторметан очень стабильное соединение, время его полураспада в атмосфере составляет примерно 50 000 лет и поэтому происходит его постепенное техногенное накопление в атмосфере.
Тетрафторметан схож по строению с хлорфторметанами, но в отличие от них тетрафторметан не разрушает озоновый слой. Это происходит потому, что озон разрушают атомы хлора, образующиеся при фотодиссоциации хлорфторуглеродов под воздействием ультрафиолетового излучения Солнца.

## Опасность использования
Тетрафторметан нетоксичен, но при длительном вдыхании воздуха с низкими концентрациями возможен наркотический эффект.
При вдыхании воздуха с бо́льшими концентрациями возможно кислородное голодание и развитие симптомов, сходных с высотной болезнью — сопровождающиеся головной болью, помутнением сознания, тошнотой, головокружением.
При контакте с кожей сжиженного тетрафторметана возможно обморожение.
Тетрафторметан тяжелее воздуха в три раза, поэтому может скапливаться в нижней части недостаточно проветриваемых помещений, технических колодцев, подвалов, снижая концентрацию кислорода в воздухе . При попадании человека в такую атмосферу возможна его быстрая гибель от удушья.